# دل سیتی (تگزاس)
دل سیتی، تگزاس(به انگلیسی: Dell City, Texas) شهری در ایالت تگزاس از ایالات جنوبی ایالات متحده آمریکا است. در سرشماری سال ۲۰۰۰، جمعیت این شهر ۴۱۳ نفر اعلام شد.